# Jean-Louis de Nassau-Hadamar
Jean-Louis de Nassau-Hadamar (Dillenburg, 6 août 1590 – Hadamar, 10 mars 1653)
Il est le fils de Jean VI de Nassau-Dillenbourg et de sa troisième femme Jeannette de Sayn-Wittgenstein.
Lorsque son père meurt en 1606, Nassau est divisé entre ses cinq fils. Guillaume-Louis de Nassau-Dillenbourg reçoit Nassau-Dillenbourg, Jean VII de Nassau-Siegen reçoit Nassau-Siegen, George reçoit Nassau-Beilstein, Ernest-Casimir reçoit Nassau-Dietz et Jean-Louis reçoit Nassau-Hadamar.

## Mariage et enfants
Il se marie en 1617 avec Ursule de Lippe, fille de Simon VI de Lippe. Ils ont 14 enfants, dont 7 survivent à la petite enfance :
- Jeanne-Élisabeth de Nassau-Hadamar (1619-1647 mariée à Frédéric d'Anhalt-Harzgerode
- Sophie-Madeleine (1622-1658) épouse Louis-Henri de Nassau-Dillenbourg
- Maurice-Henri de Nassau-Hadamar (1626-1679), son successeur
- Hermann Othon (1627-1660), chanoine à Trèves, Mayence et Cologne
- Sibylle de Nassau-Hadamar (1629-1680)
- Jean-Ernest (1631-1651), chanoine de Cologne et Münster
- François-Bernard (1637-1695), chanoine de Cologne

## Carrière
Quand Jean-Louis a 28 ans, la guerre de Trente Ans éclate. Il essaye en vain de garder Nassau-Hadamar hors de la guerre. Ses terres ont souffert du passage de toutes sortes de troupes, qui ont pillé et réquisitionné. Très endetté, il est forcé de vendre Esterau à Peter Melander en 1643.
Jean-Louis est élevé comme calviniste, et il est envoyé en 1629 par ses frères en tant que diplomate à Vienne pour négocier une trêve avec l'empereur Ferdinand II. Jean-Louis est alors converti au catholicisme sous l'influence de Guillaume Lamormaini. Il est très apprécié par l'empereur pour ses talents diplomatiques. En 1638, il mène avec succès les négociations de paix à Cologne et Münster. En 1645, il est ajouté à la délégation impériale sous la direction de Maximilian de Trauttmansdorff, qui négocie la paix de Westphalie. En 1647, il remplace Trauttmansdorff, en tant que chef de la délégation impériale, et c'est lui qui finalise le traité.
Pour cela, il reçoit l'ordre de la Toison d'or du roi Philippe IV.